# Хосе Франсіско Торрес
Хосе Франсіско Торрес Мессель (ісп. José Francisco Torres, нар. 29 жовтня 1987, Лонгв'ю) — американський футболіст, півзахисник клубу «УАНЛ Тигрес».
Виступав, зокрема, за клуб «Пачука», а також національну збірну США. У складі збірної — володар Золотого кубка КОНКАКАФ.

## Клубна кар'єра
Народився в сім'ї мексиканського батька і американської матері.
Торрес почав свою кар'єру гравця, виступаючи за команду середньої школи Техасу, де його гру помітили скаути мексиканського клубу «Пачука», з яким Торрес підписав контракт. 29 жовтня 2006 року Торрес дебютував у складі «Пачуки» в матчі чемпіонату Мексики з клубом «Толука». Торрес швидко завоював місце в основному складі клубу, витіснивши з нього Габріеля Кабальєро. Загалом в цій команді Хосе провів сім сезонів, взявши участь у 151 матчі чемпіонату. За цей час двічі виборював титул володаря Кубка чемпіонів КОНКАКАФ. Також Торрес брав участь у складі «Пачуки» на клубному чемпіонаті світу у 2008 та 2010 роках, і в чемпіонаті Інтерліги, де «Пачука» програла по пенальті «УНАМ Пумасу», але завдяки цьому виходу у фінал змогла кваліфікуватися на Кубок Лібертадорес.
До складу клубу «УАНЛ Тигрес» приєднався 2013 року і виграв з командою чемпіонат. Кубок та Суперкубок Мексики. Відтоді встиг відіграти за монтеррейську команду 73 матчі в національному чемпіонаті.

## Виступи за збірну
Торрес, маючи громадянство двох держав, міг обирати збірну, за яку йому виступати. Обидві федерації, і США, і Мексики, простежували виступи Торреса в «Пачуці». У 2008 році Торрес був запрошений Піотром Новаком до складу молодіжної збірної США на Олімпійські ігри, проте футболіст відхилив запрошення після обіцянки «Пачуки» поставити його в стартовий склад команди. Торрес чекав запрошення від збірної Мексики, проте головний тренер команди, Уго Санчес, не викликав Торрес до складу збірної, також Торрес не призивався і наступником Санчеса Свеном-Йораном Ерікссоном.
Незважаючи на відмову поїхати на Олімпіаду, «Пачука» регулярно отримувала запрошення від збірної США, яка бажала бачити Торреса у своєму складі. 2 жовтня 2008 року Торрес заявив про бажання виступати за Сполучені Штати, після чого був викликаний Бобом Бредлі, головним тренером американців, до складу команди. Ця подія викликала бурхливу полеміку в мексиканських ЗМІ; генеральний секретар мексиканської федерації футболу заявив, що «Торрес не має серця», вибравши США, однак сам футболіст сказав, що він став грати за збірну Сполучених Штатів через те, що керівництво збірної Мексики не виявляло інтересу до нього.
11 жовтня 2008 року Торрес дебютував у складі національної збірної США в матчі зі збірною Куби, вийшовши на заміну замість Гіта Пірса на 68-й хвилині зустрічі. У наступному матчі проти Тринідаду і Тобаго, що проходив через 4 дні після дебютної гри, Торрес вийшов у стартовому складі команди.
У наступному році Торрес поїхав у складі збірної на Кубок конфедерацій 2009 року у ПАР, де американці зайняли друге місце, однак на поле не виходив.
Згодом у складі збірної був учасником чемпіонату світу 2010 року у ПАР, де зіграв в одній грі проти Словенії (2:2), але основним гравцем став лише на Золотому кубку КОНКАКАФ 2013 року у США, зігравши у п'яти матчах і здобувши того року титул континентального чемпіона.
Наразі провів у формі головної команди країни 26 матчів.

## Титули і досягнення
- Чемпіон Мексики:

«Пачука»: Клаусура 2007
«УАНЛ Тигрес»: Апертура 2015, Апертура 2016
- Володар Кубка Мексики:

«УАНЛ Тигрес»: Клаусура 2014
- Володар Суперкубка Мексики:

«УАНЛ Тигрес»: 2016
- Володар Кубка чемпіонів КОНКАКАФ:

«Пачука»: 2007, 2008, 2009–10
- Володар Золотого кубка КОНКАКАФ:

США: 2013